# Andreaskapelle (Leipzig)

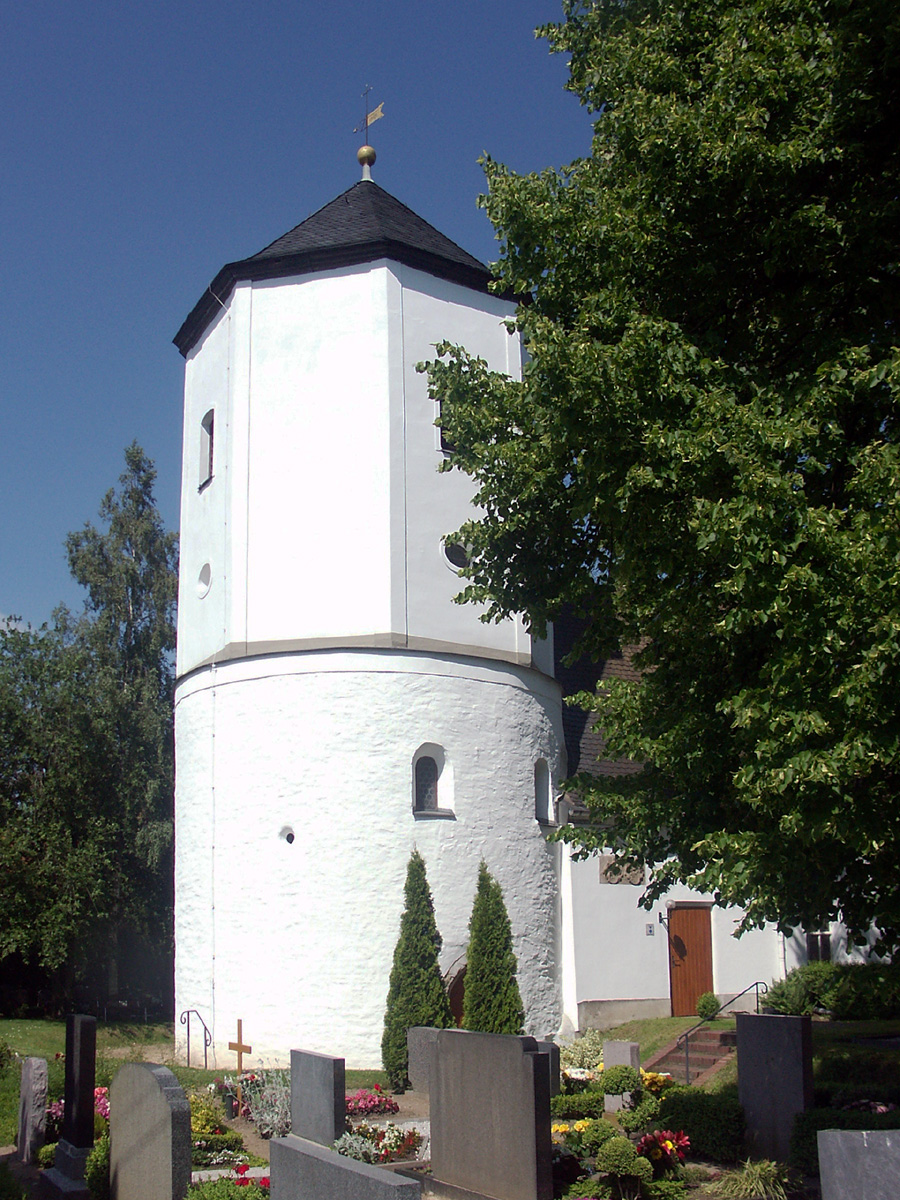
Turm der Andreaskapelle mit dem mittelalterlichen Bauteil

Die Andreaskapelle ist ein in ihren ältesten Teilen aus dem 11. Jahrhundert stammendes Kirchengebäude im Leipziger Stadtteil Knautnaundorf. Sie ist der älteste erhaltene kirchliche Raum auf sächsischem Boden und seit der Eingemeindung Knautnaundorfs das älteste erhaltene Bauwerk Leipzigs.

## Lage
Die Andreaskapelle steht, von einem kleinen Friedhof umgeben, am Rundkapellenweg (früher Alte Straße) in Knautnaundorf, etwa 12 Kilometer vom Leipziger Stadtzentrum entfernt. Sie ist der Mittelpunkt des Ortes.

## Baubeschreibung

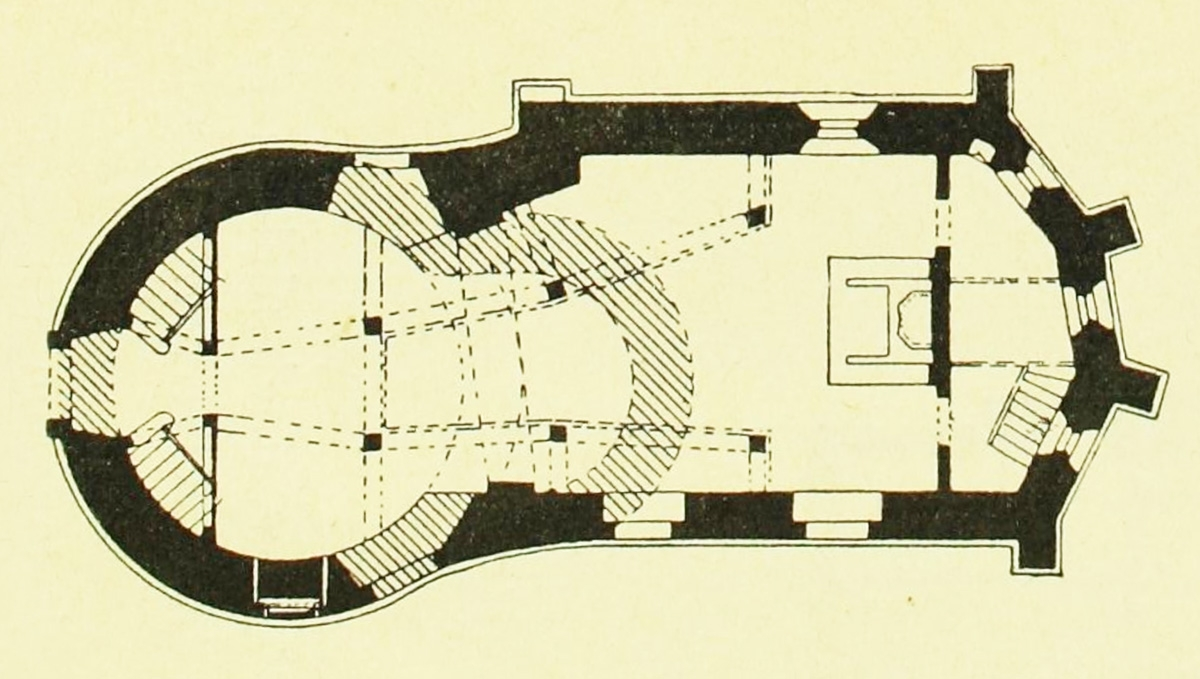
Grundriss der Andreaskapelle 1894

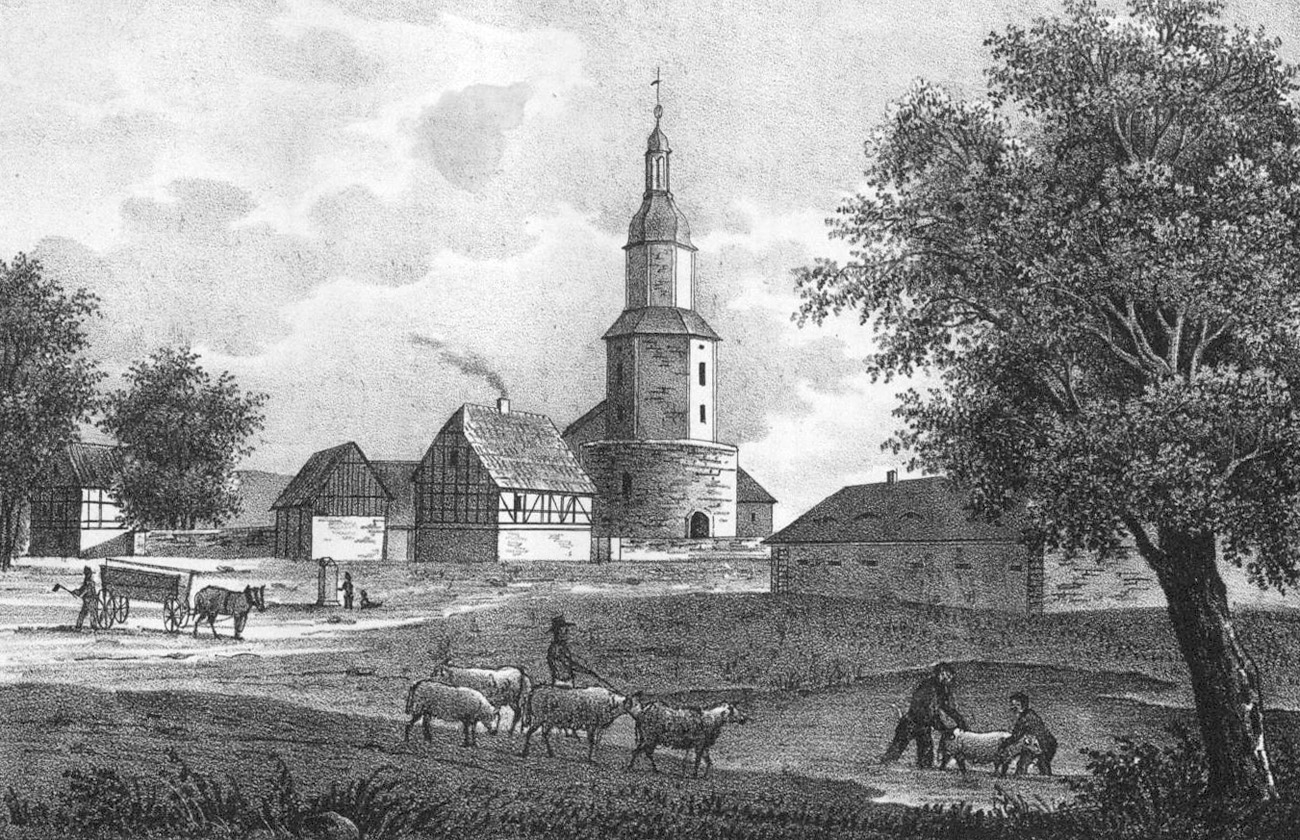
Die Kirche um 1840

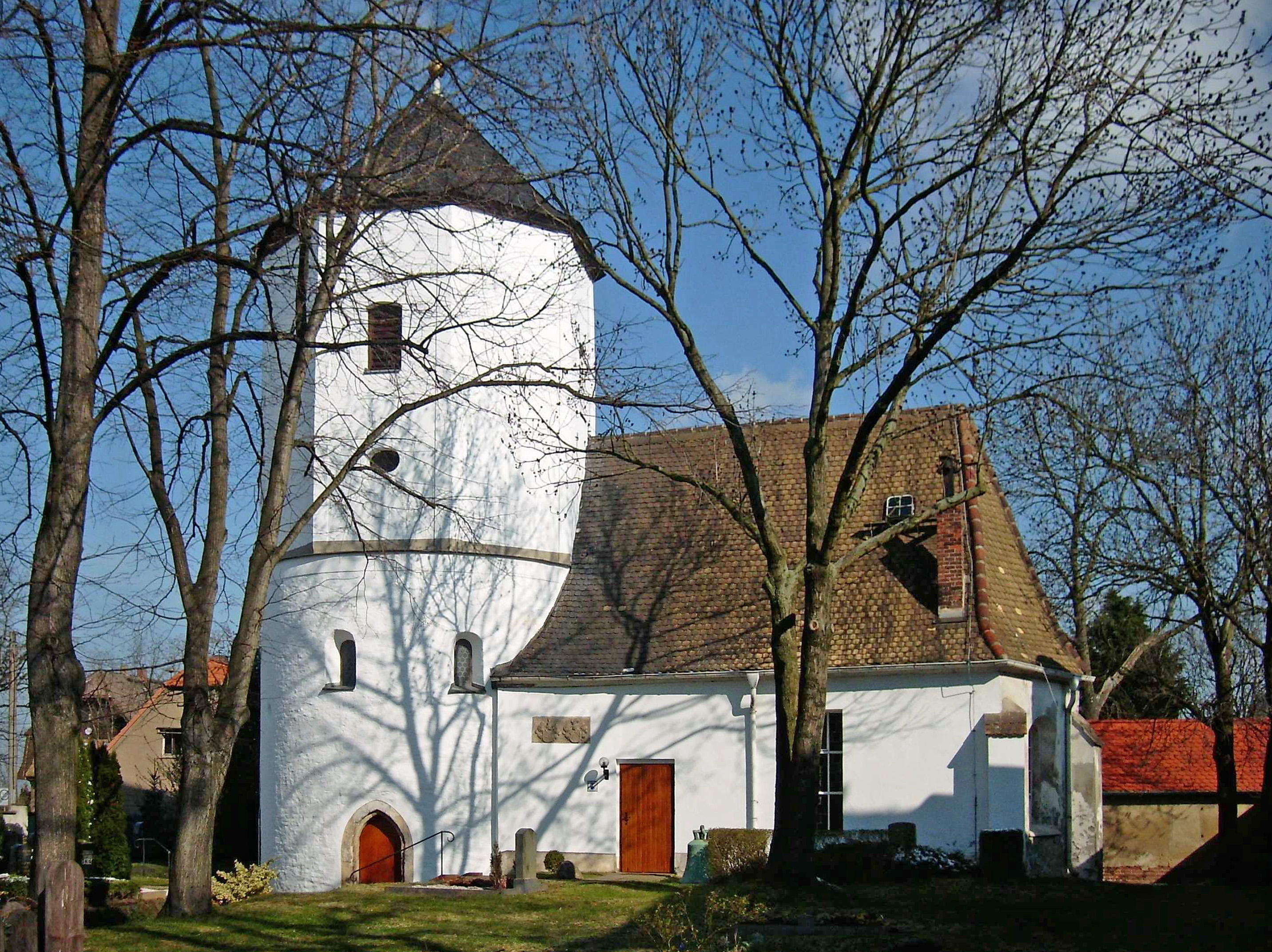
Die Andreaskapelle 2008

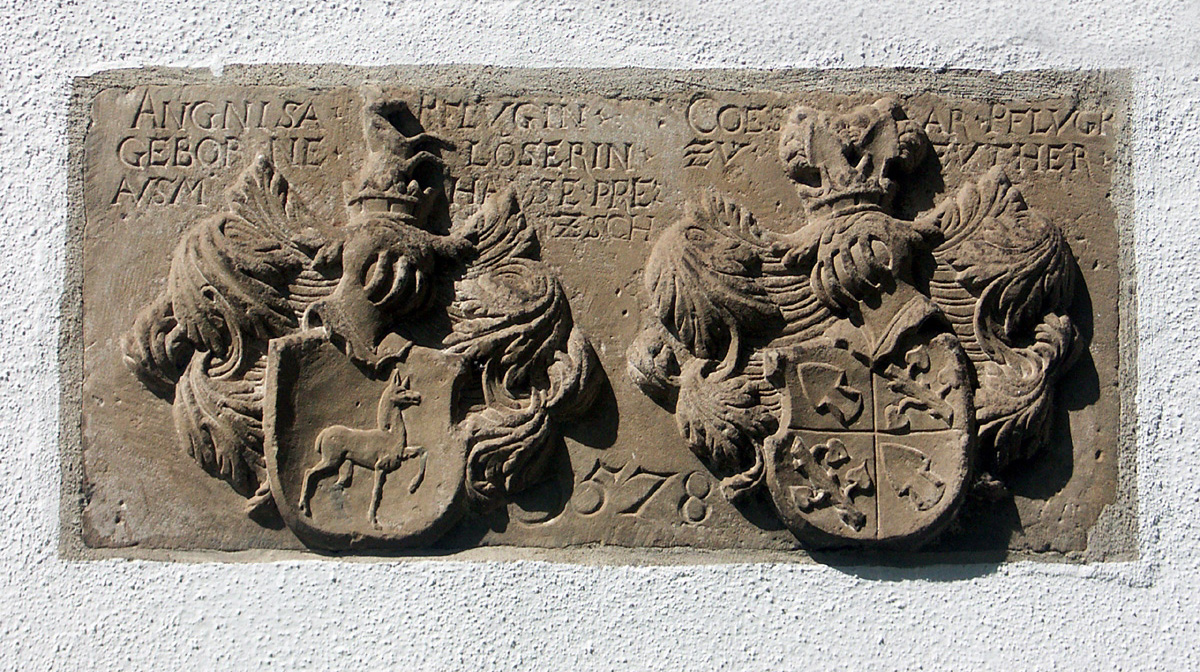
Wappenstein an der Andreaskapelle

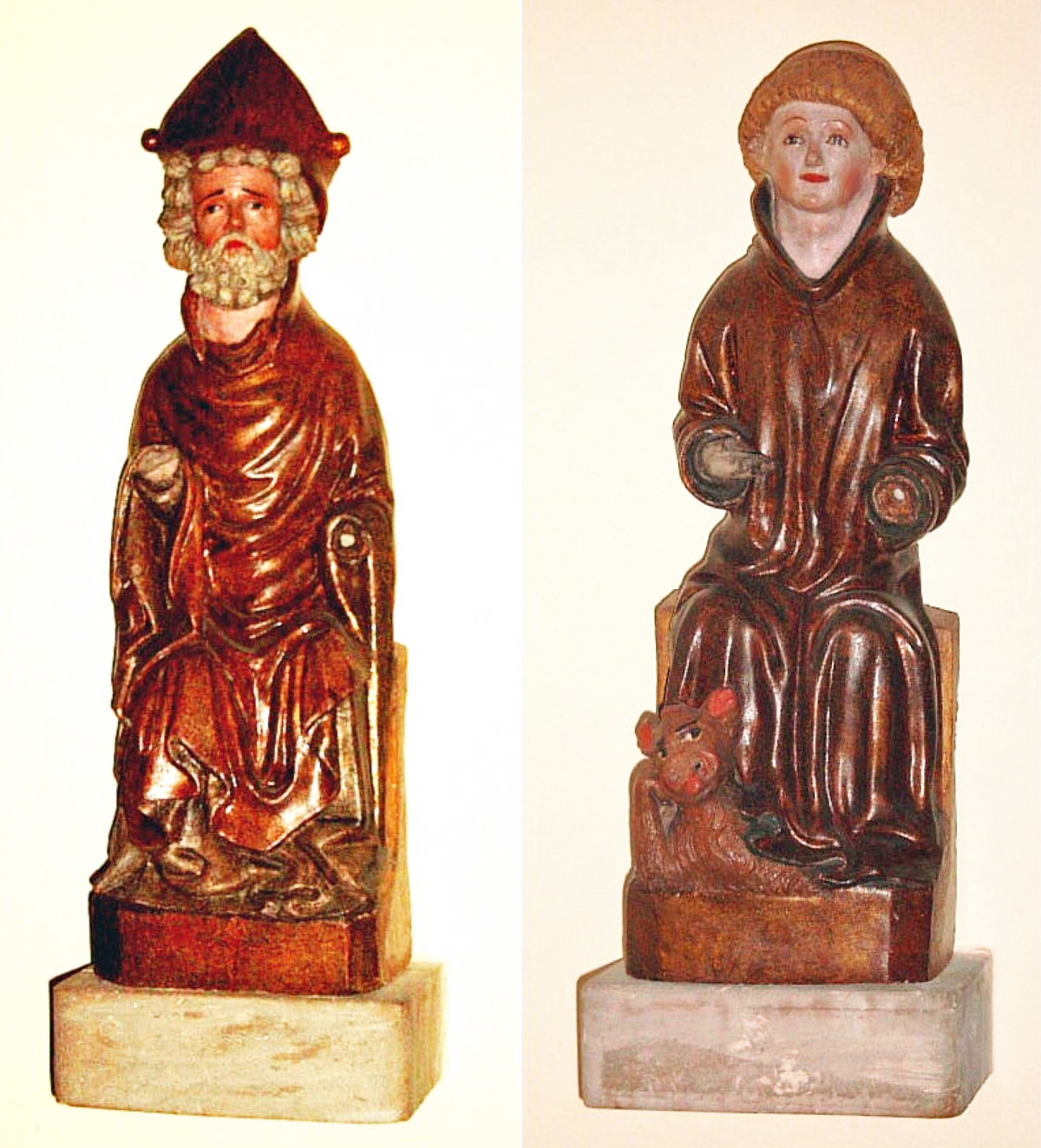
Heiligenfiguren aus der Andreaskapelle von 1420

Zunächst fällt ein massiger Turm ins Auge, an den ein kleines Kirchenschiff etwas versetzt angehängt ist. Der untere Teil des Turmes ist rund und hat einen Durchmesser von nahezu zehn Metern. In etwa zehn Metern Höhe geht der Turm in eine achteckige Form von gleicher Höhe über. Er wird bekrönt von einem achteckigen pyramidenförmigen Dach mit circa 45° Neigung. Der Rundteil hat auf der Südseite eine kleine Tür und einige unregelmäßig angebrachte kleine romanische Fenster. Der obere Teil weist vier größere und drei kleine runde Öffnungen in gleichmäßiger Verteilung auf.
Das etwas höher liegende und etwa zwölf Meter lange Kirchenschiff schließt im Osten mit einem leicht unsymmetrischen Drei-Achtel-Schluss ab, dem vier niedrige Strebepfeiler vorgesetzt sind. Es hat höhere Fenster als der Turm und eine größere ebenfalls auf der Südseite liegende Tür. Während der Rundteil des Turmes unter dem weißen Anstrich ein Bruchsteinmauerwerk erahnen lässt, sind die übrigen Flächen des Baus glatt verputzt.
Im Inneren ist die Kirche zweigeteilt. Im Turm ist die historische Kapelle des Mittelalters wiederhergestellt. Das Kirchenschiff dient als Gemeindesaal.

## Baugeschichte
Aus Analogien zu den Resten einer Kapelle auf der Burg Groitzsch (Gurlitt 1894) und Grabungen in Knautnaundorf (Küas 1972) folgt, dass der runde Schaft des Turmes Teil einer Kapelle aus der Zeit vor 1100 ist. Die Ähnlichkeit zur Burg Groitzsch führt zu Wiprecht von Groitzsch, dessen Frau aus Böhmen stammte, wo solche Rotundenkirchen aus dieser Zeit bekannt sind, sodass für Knautnaundorf ein mit Wiprecht verbundener Herrensitz vermutet werden kann. Die genauere Rekonstruktion ergab, dass sich an das runde Kirchenschiff ehemals eine kleine runde Apsis anschloss, die sich auf einem Zweidrittelkreis mit dem zylindrischen Baukörper des Kirchenschiffs überschnitt (im Grundriss schraffiert). Der Eingang war wie heute von Süden.
Gegen Ende des 15. Jahrhunderts wurde für das sich erweiternde Dorf eine Kirche benötigt. Deshalb nutzte man die inzwischen ihre herrschaftliche Bedeutung verlorenhabende Kirche, legte die Apsis nieder und fügte an ihrer Stelle einen einfachen gotischen Saal mit polygonalem Abschluss an. Beide Räume bildeten nun eine Einheit (siehe Grundriss).
Von 1719 bis 1723 wurden Baumaßnahmen an der Kirche vorgenommen, die aus Bauschäden und Platzmangel resultierten. Die bisherige gotische Turmergänzung, deren Aussehen unbekannt ist, wurde wegen Schadhaftigkeit abgerissen und der jetzt noch existierende achteckige Schaft aufgeführt. Darauf saß eine barocke Laterne (siehe Bild von 1840). Im Inneren wurden Emporen eingebaut und die Kanzel in den Altar verlegt (Mittelteil des Grundrisses). Die Fenster im Kirchenschiff wurden vergrößert.
1840 wurde die kleine Südtür zugemauert und der Zugang auf die Westseite verlegt (siehe Grundriss) sowie Ende des 19. Jahrhunderts die barocke Turmhaube durch eine spitze ersetzt, die erst vor einer Dacherneuerung am Turm 1976 entfernt wurde.
1869 erhielt die Kirche eine Orgel von Friedrich Ladegast, die seit 1960 unspielbar war und mit der Renovierung 1972 im Herbst ohne Ersatz entfernt wurde.
1870 bekam die Kirche eine dritte Glocke, die im Zweiten Weltkrieg beschlagnahmt wurde. Die erste Glocke aus dem Jahr 1516 zersprang 1937 und wurde 1953 geschweißt, bevor sie 1980 abgenommen und auf den Friedhof gestellt worden war. Die 1832 im Lützener Schloss gekaufte, kleine Glocke sprang 1942, wurde 1946 umgegossen und 1981 an die Markkleeberger Auenkirche abgegeben. Dafür erhielt die Andreaskapelle das Geläut aus der für den Braunkohleabbau abgebaggerten Kirche in Bösdorf.
Ein Wappenstein für Caesar Pflugk und seine Mutter Agnes, geborene Loser, die beide 1578 starben, wurde von der ebenfalls devastierten Eythraer Kirche umgesetzt und ist heute an der Andreaskapelle angebracht.

## Rekonstruktion
Nach einem Blitzschlag, der 1972 die Turmspitze erheblich beschädigt hatte, wurde eine umfassende Renovierung der Kirche notwendig. Nachdem archäologische und baugeschichtliche Untersuchungen das Alter und den kulturhistorischen Wert des Turmunterteils bestätigt hatten, konnte auch die ursprüngliche Ausprägung der romanischen Rundkapelle bis ins Detail ermittelt werden.
Überlegungen zur Rekonstruktion der Rundkapelle einerseits und zum Erhalt des wegen seines historischen Wertes zu schützenden spätgotischen Chorraums andererseits führten zu einem von Kirchenbaurat Gerhart Pasch entworfenen und fachlich geleiteten Rekonstruktionskonzept, nach dem der Chorraum von der Rundkapelle räumlich getrennt und über einen separaten Eingang erschlossen wurde, was die schon oben beschriebene Zweiteilung des Innenraumes ergab.
Bis 1994 wurde die Rundkapelle in ihrer romanischen Gestaltung des Innenraums wiederhergestellt. Dabei wurde die Apsis auf den erhaltenen Fundamenten innerhalb des Kirchengebäudes wiedererrichtet. Die Apsiswölbung mit Triumphbogen, Kämpfersteinen und Apsisfenster konnte dabei ebenso wiederhergestellt werden wie zwei Fenster in der Kapelle, die ursprüngliche Westempore aus Holz, der romanische Innenwandputz sowie der steinerne Altar mit Natursteinplatte und Altarstufe. Die anderen Emporen sowie die Orgel wurden abgebrochen und der südliche Eingang der Rundkapelle wieder geöffnet.
Seit 1977 steht die Kirche unter Denkmalschutz.